# Сверхдолжные заслуги
Сверхдо́лжные дела́, или Сверхдо́лжные заслу́ги (лат. super-erogatoria opera) — понятие, введённое в Средние века в католическое богословие, означающие излишние добрые дела, которые совершили святые, — деяния, которые не нужны были им самим для того, чтобы получить вечную жизнь и блаженства в будущей жизни.

## Теология
Пётр Ломбардский в XII веке в связи с верой в чистилище в сочинении «Сентенции» развивает учение о заслугах святых и «запасе добрых дел», которыми распоряжается Церковь для восполнения недостатка таковых у раскаявшихся грешников. Согласно учению Римско-Католической церкви, изложенному, например, Папой Римским Павлом VI в лат. «Indulgentiarum Doctrina» («Учении о индульгенции»), многие великие святые для своего спасения трудились сверх меры; им достаточно было бы сделать гораздо меньше добрых дел для получения жизни вечной, но они не остановились на малом, а оставили Церкви неисчерпаемую сокровищницу заслуг — сокровищницу «сверхдолжных добрых дел» — чтобы грешники могли бы воспользоваться её богатствами для своего спасения. Распорядителем богатств из этой сокровищницы является Католическая церковь, в первую очередь в лице её главы, верховного иерарха — Папы Римского. В зависимости от усердия грешника Понтифик может брать богатства из сокровищницы и предоставлять их грешному человеку, поскольку своих собственных добрых дел для спасения у человека не хватает. С понятием «сверхдолжные заслуги» непосредственно связано понятие «индульгенция», когда человек за внесённую сумму освобождается от кары за свои собственные грехи или избавляет за деньги от кары за грехи своего умершего родственника или друга.
Особенно сильной критике это учение подверглось в период Реформации, в результате чего в протестантских деноминациях полностью отвергнуто.

## В православии
Православное вероучение отвергает католическое учение о чистилище, индульгенциях, и, соответственно, учение «о сверхдолжных заслугах».
Однако католический священник Александр Волконский в своём труде «Католичество и Священное Предание Востока» полагал, что очень близкую концепцию к католическому учению о сверхдолжных делах содержит в себе популярное в рамках православной церкви Житие Василия Нового в рассказе о «воздушных мытарствах» Феодоры, служанки Василия. В 8-ми мытарствах из 20-ти добродетели Феодоры не покрывают её прегрешений. Пропуск к следующей заставе достигается лишь тем, что ангелы-хранители служанки выплачивают бесам «золотом» из «ковчежца» заслуг Василия Нового, пожертвованных им на её выкуп.